# Smilax annulata
Smilax annulata är en enhjärtbladig växtart som beskrevs av Otto Warburg och Kurt Krause. Smilax annulata ingår i släktet Smilax och familjen Smilacaceae. Inga underarter finns listade.